# Nélida Piñón
Nélida Piñon (Río de Janeiro, 3 de mayo de 1937 - Lisboa, 17 de diciembre de 2022) fue una escritora brasileña que también poseía la nacionalidad española. Fue miembro de la Academia Brasileña de Letras y de la Real Academia Galega. En 2005 obtuvo el Premio Príncipe de Asturias.

## Trayectoria
Nacida en Vila Isabel (Río de Janeiro).  Su nombre es, como ella vio tardíamente, un anagrama del nombre de su abuelo Daniel, diligente y grato para ella.
Sus padres y abuelos eran emigrantes gallegos. Eran de Cotobade, en la provincia de Pontevedra, de donde se considera deudora, y que la nombró hija predilecta. Debido a la familia que tiene allí, realizó numerosos viajes a España. Adquirió la nacionalidad española en 2022. Su madre, Carmen, que falleció en 1998, fue una gran referente junto con su abuelo (su padre murió en 1958). A los cuatro años, se fue a vivir a Copacabana. A los diez, viajó con sus padres a Galicia, a Cotobade.
Estudió y se graduó en periodismo en la Pontifícia Universidade Católica do Rio de Janeiro.
Se lanzó a la literatura con la novela Guía-mapa de Gabriel Arcanjo, publicada en 1961, que contiene como temas el pecado, el perdón y la relación de los mortales con Dios. Luego, escribió un buen número de novelas y cuentos. Además, ha publicado sobre temas biográficos y libros importantes de ensayo, como Aprendiz de Homero (2008) y La épica del corazón (2017), donde se percibe de nuevo el homenaje continuo a Machado de Assis. 
Su libro La república de los sueños (1984) trata de cuando sus padres y abuelos emigraron desde Galicia hasta Brasil, y todas las penurias que sufrieron. Es un libro que tuvo mucha difusión, aunque era bien conocida en Brasil (y se tradujo al español pronto su novela Tebas de mi corazón). En este libro se hacen reflexiones sobre las relaciones entre Galicia, España y Brasil. Desde ese año sus libros se tradujeron a más de veinte idiomas.
Fue editora y miembro del consejo editorial de varias revistas en Brasil y el exterior. También ocupó cargos en el consejo consultivo de diversas entidades culturales en su ciudad natal.
En 2005, obtuvo el Premio Jabuti. En junio de 2007, fue elegida miembro correspondiente de la Academia Mexicana de la Lengua.

## Honores
Es la primera mujer que llegó a ser presidenta de la Academia Brasileña de Letras, en 1996. Entre otras distinciones, recibió el Premio FIL de 1995. También en 1995, obtuvo el internacional de Literatura Latinoamericana Juan Rulfo. Luego se acumularon los galardones.
En 2003 recibió el XVII Premio Internacional Menéndez Pelayo. Recibió los más variados premios a lo largo de más de treinta y cinco años de dedicación a las letras. Destaca el premio Príncipe de Asturias de las Letras (15 de junio de 2005) por su "incitante" obra narrativa, artísticamente sustentada "en la realidad y la memoria, y también en la fantasía y los sueños", según el acto del jurado. Concursaban para el mismo premio escritores de fama, como los americanos Paul Auster y Philip Roth, y el israelí Amos Oz. Su discurso está en Aprendiz de Homero.
En abril de 2007, recibió un doctorado honoris causa por parte de la Universidad Nacional Autónoma de México, máximo reconocimiento que otorga dicha casa de estudios.

## Obras

### Novela
- Tebas de mi corazón (1974) (Tebas do meu coraçao), ed. Alfaguara, trad. por Ángel Crespo
- La república de los sueños (1984) (A república dos sonhos), ed. Alfaguara, premiada por el Pen Club
- La dulce canción de Cayetana (1987) (A doce canção de Caetana). Premio José Geraldo Vieira a la mejor novela
- Un día llegaré a Sagres (2021). Novela, ed. Alfaguara

### Cuento
- La camisa del marido (2015), Cuentos, ed. Alfaguara

### Ensayo y memoria
- Aprendiz de Homero (2008) (Premio Casa de las Américas), ensayos, ed. Alfaguara
- Corazón andariego (2009) (Coração andarilho), el más autobiográfico, ed. Alfaguara
- Libro de horas (2013), ensayos, ed. Alfaguara
- La épica del corazón (2017) (Filhos da América), ensayos, ed. Alfaguara
- Una furtiva lágrima (2019). Biografías, memorias. Diario, ed. Alfaguara

### Otros
- Guía-mapa de Gabriel Arcanjo (1961)
- Madeira feita de cruz (1963)
- El tiempo de las frutas (1966) (Tempo das frutas)
- Fundador (1969), Premio Walmap
- A casa da paixão (1972)
- Sala de armas (1973)
- La fuerza del destino (1977) (A força do destino)
- El calor de las cosas (1980)
- El pan de cada día (1994) (O pão de cada dia)
- Até amanhã, outra vez (1999)
- Cortejo do Divino e outros contos escolhidos (2001)
- El presumible corazón de América (2002) (O presumível coração da América)
- Voces del desierto (2004) (Vozes do deserto), ed. Alfaguara. Premio Jabuti